# Dictyla echii
Dictyla echii är en insektsart som först beskrevs av Franz Paula von Schrank 1782.  Dictyla echii ingår i släktet Dictyla och familjen nätskinnbaggar. Arten är reproducerande i Sverige. Inga underarter finns listade i Catalogue of Life.

## Bildgalleri

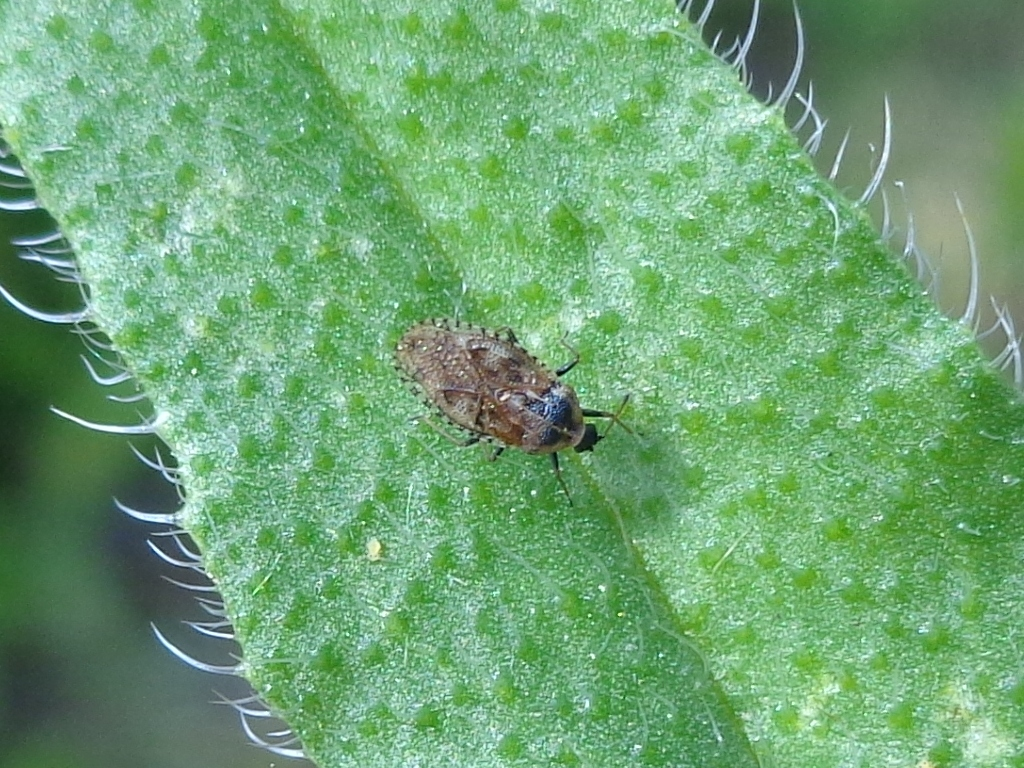